# الهيئة الأوروبية للتأمين والمعاشات المهنية
الهيئة الأوروبية للتأمين والمعاشات المهنية (بالإنجليزية: European Insurance and Occupational Pensions Authority)‏ المعروفة اختصارا بـ EIOPA هي مؤسسة تنظيمية مالية تابعة للاتحاد الأوروبي مقرها فرانكفورت حلت محل اللجنة الأوروبية لمشرفي التأمين والمعاشات المهنية (CEIOPS).
الهيئة هي واحدة من السلطات الإشرافية الأوروبية الثلاث المسؤولة عن الإشراف التحوطي الجزئي على مستوى الاتحاد الأوروبي، كونها جزء من النظام الأوروبي للرقابة المالية.

## تاريخ
تم إنشاء اللجنة الأوروبية لمشرفي التأمين والمعاشات المهنية بموجب قرار المفوضية الأوروبية 2004/6/EC الصادر في 5 نوفمبر 2003، والذي تم إلغاؤه واستبداله بالقرار 2009/79/EC، ويتألف من ممثلين رفيعي المستوى من التأمين وهيئات الإشراف على المعاشات المهنية في الدول الأعضاء في الاتحاد الأوروبي بينما السلطات الإشرافية من دول أخرى في المنطقة الاقتصادية الأوروبية ممثلة بصفة مراقب (النرويج وآيسلندا وليختنشتاين ولكن سويسرا لم تكن ممثلة).
تم استبدال اللجنة الأوروبية لمشرفي التأمين والمعاشات المهنية بالهيئة الأوروبية للتأمين والمعاشات المهنية في يناير 2011 وفقًا لإطار الإشراف المالي الأوروبي الجديد. أدت إعادة تنظيم السلطات الإشرافية الكلية والجزئية إلى إنشاء ثلاث هيئات رقابة أوروبية جديدة (الهيئة المصرفية الأوروبية والهيئة الأوروبية للتأمين والمعاشات المهنية وهيئة الأوراق المالية والأسواق الأوروبية) حلت محل لجان الاتحاد الأوروبي السابقة المسؤولة عن خدمات السوق المالية، والتي كان لديها صلاحيات استشارية فقط.

## أنظر أيضا
- الهيئة المصرفية الأوروبية
- هيئة الأوراق المالية والأسواق الأوروبية
- النظام الأوروبي للرقابة المالية
- التنظيم المالي